# Пойезна
Пойезна (серб. Поjезна) — населенный пункт (деревня) в общине Дервента, который принадлежит энтитету Республике Сербской, Босния и Герцеговина. По результатам югославской переписи населения 1991 года в Пойезне проживало 1277 человек.

## Население
В населении деревни преобладают сербы, доля остальных народностей мала.
| 1961                           | 1971 | 1981 | 1991 | - | - | - |
| ------------------------------ | ---- | ---- | ---- | - | - | - |
| 1440                           | 1449 | 1513 | 1277 | - | - | - |
| Гистограмма динамики населения |      |      |      |   |   |   |

### Национальный состав
1991 год:
- Сербы — 1261 человек (98,74 %)
- Хорваты — 4 человека (0,31 %)
- Югославы — 6 человек (0,46 %)
- Мусульмане — 1 человек (0,07 %)
- Другие — 5 человек (0,39 %)